# Acacia kelloggiana
Acacia kelloggiana är en ärtväxtart som beskrevs av Annetta Mary Carter och Velva Elaine Rudd. Acacia kelloggiana ingår i släktet akacior, och familjen ärtväxter. Inga underarter finns listade i Catalogue of Life.